# حمیدالدین بلخی
حمیدالدّینِ بلخی، قاضی حمیدالدین ابوبکر بن عُمَر بن محمود (درگذشتهٔ ۵۵۹ ه‍. ق)، ادیب، شاعر، و نویسندهٔ کتاب مقامات حمیدی است.
حمیدالدین در شهر بلخ می‌زیست و در آنجا سمت قاضی‌القضاتی داشت. انوری ابیوَردی قطعات و قصایدی در مدح قاضی حمیدالدین دارد. هم او بود که در داستان هجوِ بلخ و غوغای عوام در آن شهر، به انوری پناه داد.